# Liga dos Campeões da UEFA de 2024–25 – Fase Final
A fase eliminatória da Liga dos Campeões da UEFA de 2024–25 começou em 11 de fevereiro com os play-offs da fase eliminatória e terminou em 31 de maio de 2025 com a final na Allianz Arena em Munique, Alemanha, para decidir o campeão da Liga dos Campeões da UEFA de 2024–25. Um total de 24 equipes competiram na fase eliminatória, com 16 entrando nos play-offs e 8 recebendo uma vaga para as oitavas de final.
Os horários são CET / CEST, conforme listados pela UEFA (os horários locais, se diferentes, estão entre parênteses).

## Equipes qualificadas
A fase eliminatória envolve os 24 melhores times que se classificam da fase da liga . Os 8 melhores times recebem um bye para as oitavas de final, enquanto os times que terminarem nas posições 9 a 24 entram nos play-offs da fase eliminatória.
As seguintes equipes garantiram vaga na fase eliminatória:
| Pos | Equipe             |
| --- | ------------------ |
| 1   | Liverpool          |
| 2   | Barcelona          |
| 3   | Arsenal            |
| 4   | Internazionale     |
| 5   | Atlético de Madrid |
| 6   | Bayer Leverkusen   |
| 7   | Lille              |
| 8   | Aston Villa        |

| Pos | Equipe              |
| --- | ------------------- |
| 9   | Atalanta            |
| 10  | Borussia Dortmund   |
| 11  | Real Madrid         |
| 12  | Bayern de Munique   |
| 13  | Milan               |
| 14  | PSV Eindhoven       |
| 15  | Paris Saint-Germain |
| 16  | Benfica             |

| Pos | Equipe          |
| --- | --------------- |
| 17  | Monaco          |
| 18  | Brest           |
| 19  | Feyenoord       |
| 20  | Juventus        |
| 21  | Celtic          |
| 22  | Manchester City |
| 23  | Sporting        |
| 24  | Brugge          |

## Formato
Cada empate na fase eliminatória , além da final, é disputado em duas partidas , com cada equipe jogando uma partida em casa. A equipe que marcar mais gols no total nas duas partidas avança para a próxima fase. Se o placar agregado estiver empatado, então 30 minutos de tempo extra são jogados (a regra dos gols fora de casa não é aplicada). Se o placar ainda estiver empatado no final do tempo extra, os vencedores são decididos por uma disputa de pênaltis. Na final, que é disputada como uma única partida, se o placar estiver empatado no final do tempo normal, a prorrogação é jogada, seguida por uma disputa de pênaltis se o placar ainda estiver empatado.

### Procedimento de sorteio
Na fase eliminatória, não há proteção de país, com times da mesma associação podendo se enfrentar em qualquer rodada. Os times também podem enfrentar oponentes que enfrentaram durante a fase da liga.
O mecanismo dos sorteios para cada rodada é o seguinte:
- No sorteio para os play-offs da fase eliminatória, os oito times que terminarem a fase da liga nas posições 9–16 são cabeças de chave, e os oito times que terminarem a fase da liga nas posições 17–24 não são cabeças de chave. O sorteio é dividido em quatro seções com base na chave predeterminada, com os times cabeças de chave em cada seção sorteados contra um de seus dois possíveis oponentes não cabeças de chave. Os times cabeças de chave recebem a segunda partida.
- No sorteio das oitavas de final, os oito times que terminarem a fase da liga nas posições 1–8 são cabeças de chave, e os oito vencedores dos play-offs da fase eliminatória não são cabeças de chave. Novamente, o sorteio é dividido em quatro seções com base na chave predeterminada, com os times cabeças de chave em cada seção sorteados contra um de seus dois possíveis oponentes não cabeças de chave. Os times cabeças de chave recebem a segunda partida.
- Nas quartas de final e semifinais, os pares exatos da partida são pré-determinados com base na chave do torneio. Um sorteio é realizado apenas para determinar qual time joga a primeira partida em casa. Um sorteio também é realizado para determinar qual vencedor da semifinal é designado como o time "da casa" para a final (para fins administrativos, pois é jogado em um local neutro).

Na fase eliminatória, as equipes da mesma cidade ou de cidades próximas não estão programadas para jogar em casa no mesmo dia ou em dias consecutivos, devido à logística e ao controle de público.: Art. 24.02  Para evitar esse conflito de agendamento, vários ajustes foram feitos: Para os play-offs das rodadas eliminatórias e as oitavas de final, se as duas equipes forem sorteadas para jogar em casa na mesma partida, a partida em casa da equipe que tiver a classificação mais baixa na fase da liga foi transferida de terça ou quarta-feira de um horário regularmente programado para um horário anterior, para um dia diferente e/ou em um local alternativo sem colidir com nenhuma outra competição. Para as quartas de final e semifinais, a ordem das partidas da eliminatória envolvendo a equipe com a menor prioridade é invertida do sorteio original.

### Emparelhamentos pré-determinados
A estrutura de chaves para a fase eliminatória é parcialmente fixada antecipadamente usando a classificação , com um padrão simétrico em ambos os lados. As posições das equipes na chave são determinadas por suas classificações finais na fase da liga, garantindo que as equipes com classificação mais alta enfrentem oponentes com classificação mais baixa nas rodadas anteriores. Como resultado, certos conjuntos de equipes, como os dois primeiros da fase da liga, não podem se encontrar até a final.
A estrutura de cada lado da chave pode ser resumida da seguinte forma, com os pares exatos dos play-offs e das oitavas de final determinados por sorteio:
- Eliminatórias da fase eliminatória
  - Emparelhamento I: 9/10 vs 23/24
  - Emparelhamento II: 11/12 vs 21/22
  - Emparelhamento III: 13/14 vs 19/20
  - Emparelhamento IV: 15/16 vs 17/18
- Rodada de 16
  - Emparelhamento A: 1/2 vs Vencedor IV
  - Emparelhamento B: 3/4 vs Vencedor III
  - Emparelhamento C: 5/6 vs Vencedor II
  - Emparelhamento D: 7/8 vs Vencedor I
- Quartas de final
  - Emparelhamento 1: Vencedor A vs Vencedor D
  - Emparelhamento 2: Vencedor B vs Vencedor C
- Semifinais: Vencedor 1 vs Vencedor 2

## Agendar
O calendário é o seguinte (todos os sorteios são realizados na sede da UEFA em Nyon , Suíça).
| Fase                     | Data do sorteio                  | Partida de ida                                  | Partida de volta                                |
| ------------------------ | -------------------------------- | ----------------------------------------------- | ----------------------------------------------- |
| Knockout phase play-offs | 31 de janeiro de 2025, 12:00 CET | 11–12 de fevereiro de 2025                      | 18–19 de fevereiro de 2025                      |
| Oitavas de final         | 21 de fevereiro de 2025          | 4–5 de março de 2025                            | 11–12 de março de 2025                          |
| Quartas de final         | 21 de fevereiro de 2025          | 8–9 de abril de 2025                            | 15–16 de abril de 2025                          |
| Semifinais               | 21 de fevereiro de 2025          | 29–30 de abril de 2025                          | 6–7 de maio de 2025                             |
| Final                    | 21 de fevereiro de 2025          | 31 de maio de 2025 na Allianz Arena, em Munique | 31 de maio de 2025 na Allianz Arena, em Munique |

## Eliminatórias da fase eliminatória
O sorteio para a fase eliminatória dos play-offs foi realizado em 31 de janeiro de 2025, às 12:00 CET .

## Semeadura
O sorteio foi dividido em quatro potes de cabeças de chave e quatro de cabeças de chave, com base nos pares pré-determinados para a fase eliminatória. Os times foram alocados com base em sua posição final na fase da liga . Os times nas posições 9 a 16 foram cabeças de chave (jogando as segundas partidas em casa), enquanto os times nas posições 17 a 24 foram cabeças de chave não-chave. O sorteio começou com os times de cabeças de chave não-chave, alocando todos eles para um empate. Uma vez concluído, todos os times cabeças de chave foram sorteados para um empate como seus oponentes.
| 9/10 vs 23/24                  | 9/10 vs 23/24       | 11/12 vs 21/22                    | 11/12 vs 21/22             |
| Semeado                        | Não semeado         | Semeado                           | Não semeado                |
| ------------------------------ | ------------------- | --------------------------------- | -------------------------- |
| - Atalanta - Borussia Dortmund | - Sporting - Brugge | - Real Madrid - Bayern de Munique | - Celtic - Manchester City |

| 13/14 vs 19/20          | 13/14 vs 19/20         | 15/16 vs 17/18                  | 15/16 vs 17/18   |
| Semeado                 | Não semeado            | Semeado                         | Não semeado      |
| ----------------------- | ---------------------- | ------------------------------- | ---------------- |
| - Milan - PSV Eindhoven | - Feyenoord - Juventus | - Paris Saint-Germain - Benfica | - Monaco - Brest |

### Resumo
As partidas de ida serão disputadas nos dias 11 e 12 de fevereiro, e as de volta nos dias 18 e 19 de fevereiro de 2025.
| Equipe 1        | Total | Equipe 2            | 1.º jogo | 2.º jogo |
| --------------- | ----- | ------------------- | -------- | -------- |
| Brest           | 0–10  | Paris Saint-Germain | 0–3      | 0–7      |
| Brugge          | 5–2   | Atalanta            | 2–1      | 3–1      |
| Manchester City | 3–6   | Real Madrid         | 2–3      | 1–3      |
| Juventus        | 3–4   | PSV Eindhoven       | 2–1      | 1–3      |
| Feyenoord       | 2–1   | Milan               | 1–0      | 1–1      |
| Celtic          | 2–3   | Bayern de Munique   | 1–2      | 1–1      |
| Sporting        | 0–3   | Borussia Dortmund   | 0–3      | 0–0      |
| Monaco          | 3–4   | Benfica             | 0–1      | 3–3      |

### Partidas
| 11 de fevereiro de 2025 | Brest | 0 – 3     | Paris Saint-Germain                   | Stade de Roudourou, Guingamp              |
| 18:45                   |       | Relatório | Vitinha 21' (pen.) · Dembélé 45', 66' | Público: 15 831 Árbitro: BIH Irfan Peljto |

| 19 de fevereiro de 2025 | Paris Saint-Germain                                                                            | 7 – 0     | Brest | Parc des Princes, Paris                     |
| 21:00                   | Barcola 20' · Kvaratskhelia 39' · Vitinha 59' · Doué 64' · Mendes 69' · Ramos 76' · Mayulu 86' | Relatório |       | Público: 47 211 Árbitro: ENG Michael Oliver |

O Paris Saint-Germain venceu por 10–0 no total.
| 12 de fevereiro de 2025 | Brugge                            | 2 – 1     | Atalanta    | Estádio Jan Breydel, Bruges                   |
| 18:45                   | Jutglà 15' · Nilsson 90+4' (pen.) | Relatório | Pašalić 41' | Público: 24 242 Árbitro: TUR Halil Umut Meler |

| 18 de fevereiro de 2025 | Atalanta    | 1 – 3     | Brugge                       | Estádio Atleti Azzurri d'Italia, Bérgamo  |
| 21:00                   | Lookman 46' | Relatório | Talbi 3', 27' · Jutglà 45+3' | Público: 21 727 Árbitro: GER Felix Zwayer |

O Brugge venceu por 5–2 no total.
| 11 de fevereiro de 2025 | Manchester City         | 2 – 3     | Real Madrid                              | City of Manchester Stadium, Manchester      |
| 21:00 (20:00 UTC+0)     | Haaland 19', 80' (pen.) | Relatório | Mbappé 60' · Díaz 86' · Bellingham 90+2' | Público: 52 081 Árbitro: FRA Clément Turpin |

| 19 de fevereiro de 2025 | Real Madrid         | 3 – 1     | Manchester City | Santiago Bernabéu, Madrid                  |
| 21:00                   | Mbappé 4', 33', 61' | Relatório | Nico 90+2'      | Público: 77 023 Árbitro: ROM István Kovács |

O Real Madrid venceu por 6–3 no total.
| 11 de fevereiro de 2025 | Juventus                    | 2 – 1     | PSV Eindhoven | Juventus Stadium, Turim                     |
| 21:00                   | McKennie 34' · Mbangula 82' | Relatório | Perišić 56'   | Público: 39 886 Árbitro: GER Daniel Siebert |

| 19 de fevereiro de 2025 | PSV Eindhoven                            | 3 – 1     | Juventus | Philips Stadion, Eindhoven                 |
| 21:00                   | Perišić 53' · Saibari 74' · Flamingo 98' | Relatório | Weah 63' | Público: 35 000 Árbitro: SVN Slavko Vinčić |

O PSV Eindhoven venceu por 4–3 no total.
| 12 de fevereiro de 2025 | Feyenoord | 1 – 0     | Milan | Estádio De Kuip, Roterdão                                |
| 21:00                   | Paixão 3' | Relatório |       | Público: 45 000 Árbitro: ESP José María Sánchez Martínez |

| 18 de fevereiro de 2025 | Milan      | 1 – 1     | Feyenoord    | San Siro, Milão                               |
| 18:45                   | Giménez 1' | Relatório | Carranza 73' | Público: 54 749 Árbitro: POL Szymon Marciniak |

O Feyenoord venceu por 2–1 no total.
| 12 de fevereiro de 2025 | Celtic    | 1 – 2     | Bayern de Munique    | Celtic Park, Glasgow                           |
| 21:00 (20:00 UTC+0)     | Maeda 79' | Relatório | Olise 45' · Kane 49' | Público: 57 406 Árbitro: ESP Jesús Gil Manzano |

| 18 de fevereiro de 2025 | Bayern de Munique | 1 – 1     | Celtic   | Allianz Arena, Munique                      |
| 21:00                   | Davies 90+4'      | Relatório | Kühn 63' | Público: 75 000 Árbitro: FRA Benoît Bastien |

O Bayern de Munique venceu por 3–2 no total.
| 11 de fevereiro de 2025 | Sporting | 0 – 3     | Borussia Dortmund                     | Estádio José Alvalade, Lisboa            |
| 21:00 (20:00 UTC+0)     |          | Relatório | Guirassy 60' · Groß 68' · Adeyemi 82' | Público: 41 543 Árbitro: NOR Espen Eskås |

| 19 de fevereiro de 2025 | Borussia Dortmund | 0 – 0     | Sporting | Signal Iduna Park, Dortmund               |
| 18:45                   |                   | Relatório |          | Público: 80 300 Árbitro: ITA Davide Massa |

O Borussia Dortmund venceu por 3–0 no total.
| 12 de fevereiro de 2025 | Monaco | 0 – 1     | Benfica      | Stade Louis II, Mónaco                        |
| 21:00                   |        | Relatório | Pavlidis 48' | Público: 12 159 Árbitro: ITA Maurizio Mariani |

| 18 de fevereiro de 2025 | Benfica                                         | 3 – 3     | Monaco                                         | Estádio da Luz, Lisboa                    |
| 21:00 (20:00 UTC+0)     | Aktürkoğlu 22' · Pavlidis 76' (pen) · Kökçü 84' | Relatório | Minamino 32' · Ben Seghir 51' · Ilenikhena 81' | Público: 60 776 Árbitro: SWE Glenn Nyberg |

O Benfica venceu por 4–3 no total.

### Rodada de 16
O sorteio para as oitavas de final foi realizado em 21 de fevereiro de 2025.

### Semeadura
O sorteio foi dividido em quatro potes de cabeças de chave e quatro de cabeças de chave, com base nos pares pré-determinados para a fase eliminatória. Os times foram alocados com base em sua posição final na fase da liga. Os times nas posições de 1 a 8 foram cabeças de chave (jogando as segundas partidas em casa), enquanto os vencedores dos play-offs da fase eliminatória não foram cabeças de chave. O sorteio começou com os times de cabeças de chave, alocando todos eles para um empate. Uma vez concluído, todos os times cabeças de chave foram sorteados para um empate como seus oponentes.
| 1/2 vs 15/16/17/18      | 1/2 vs 15/16/17/18              | 3/4 vs 13/14/19/20         | 3/4 vs 13/14/19/20          |
| Semeado                 | Não semeado                     | Semeado                    | Não semeado                 |
| ----------------------- | ------------------------------- | -------------------------- | --------------------------- |
| - Liverpool - Barcelona | - Paris Saint-Germain - Benfica | - Arsenal - Internazionale | - PSV Eindhoven - Feyenoord |

| 5/6 vs 11/12/21/22                      | 5/6 vs 11/12/21/22                | 7/8 vs 9/10/23/24     | 7/8 vs 9/10/23/24            |
| Semeado                                 | Não semeado                       | Semeado               | Não semeado                  |
| --------------------------------------- | --------------------------------- | --------------------- | ---------------------------- |
| - Atlético de Madrid - Bayer Leverkusen | - Real Madrid - Bayern de Munique | - Lille - Aston Villa | - Brugge - Borussia Dortmund |

### Resumo
As partidas de ida serão disputadas nos dias 4 e 5 de março, e as de volta nos dias 11 e 12 de março de 2025.
| Equipe 1            | Total       | Equipe 2           | 1.º jogo | 2.º jogo |
| ------------------- | ----------- | ------------------ | -------- | -------- |
| Paris Saint-Germain | 1–1 (4–1 p) | Liverpool          | 0–1      | 1–0      |
| Brugge              | 1–6         | Aston Villa        | 1–3      | 0–3      |
| Real Madrid         | 2–2 (4–2 p) | Atlético de Madrid | 2–1      | 0–1      |
| PSV Eindhoven       | 3–9         | Arsenal            | 1–7      | 2–2      |
| Benfica             | 1–4         | Barcelona          | 0–1      | 1–3      |
| Borussia Dortmund   | 3–2         | Lille              | 1–1      | 2–1      |
| Bayern de Munique   | 5–0         | Bayer Leverkusen   | 3–0      | 2–0      |
| Feyenoord           | 1–4         | Internazionale     | 0–2      | 1–2      |

### Partidas
| 5 de março de 2025 | Paris Saint-Germain | 0 – 1     | Liverpool   | Parc des Princes, Paris                   |
| 21:00              |                     | Relátorio | Elliott 87' | Público: 47 511 Árbitro: ITA Davide Massa |

| 11 de março de 2025 | Liverpool | 0 – 1     | Paris Saint-Germain | Anfield, Liverpool                         |
| 21:00 (20:00 UTC+0) |           | Relátorio | Dembélé 12'         | Público: 59 765 Árbitro: ROM István Kovács |

|                   |       | Penalidades                |  |
| Salah Núñez Jones | 1 – 4 | Vitinha Ramos Dembélé Doué |  |

1–1 no agregado. O Paris Saint-Germain venceu por 4–1 nos pênaltis.
| 4 de março de 2025 | Brugge        | 1 – 3     | Aston Villa                                         | Estádio Jan Breydel, Bruges                |
| 18:45              | De Cuyper 12' | Relátorio | Bailey 3' · Mechele 82' (o.g.) · Asensio 88' (pen.) | Público: 26 890 Árbitro: PRT João Pinheiro |

| 12 de março de 2025 | Aston Villa                    | 3 – 0     | Brugge | Villa Park, Birmingham                      |
| 21:00 (20:00 UTC+0) | Asensio 50', 61' · Maatsen 57' | Relátorio |        | Público: 42 461 Árbitro: GER Daniel Siebert |

O Aston Villa venceu por 6–1 no total.
| 4 de março de 2025 | Real Madrid             | 2 – 1     | Atlético de Madrid | Santiago Bernabéu, Madrid                   |
| 21:00              | Rodrygo 4' · Brahim 55' | Relátorio | Alvarez 32'        | Público: 77 261 Árbitro: FRA Clément Turpin |

| 12 de março de 2025 | Atlético de Madrid | 1 – 0     | Real Madrid | Estádio Metropolitano de Madrid, Madrid       |
| 21:00               | Gallagher 1'       | Relátorio |             | Público: 69 304 Árbitro: POL Szymon Marciniak |

|                                 |       | Penalidades                                |  |
| Sørloth Alvarez Correa Llorente | 2 – 4 | Mbappé Bellingham Valverde Vázquez Rüdiger |  |

2–2 no agregado. O Real Madrid venceu por 4–2 nos pênaltis.
| 4 de março de 2025 | PSV Eindhoven   | 1 – 7     | Arsenal                                                                                  | Philips Stadion, Eindhoven                     |
| 21:00              | Lang 43' (pen.) | Relátorio | Timber 18' · Nwaneri 21' · Merino 31' · Ødegaard 47', 73' · Trossard 48' · Calafiori 85' | Público: 34 400 Árbitro: ESP Jesús Gil Manzano |

| 12 de março de 2025 | Arsenal                 | 2 – 2     | PSV Eindhoven              | Emirates Stadium, Londres                   |
| 21:00 (20:00 UTC+0) | Zinchenko 6' · Rice 37' | Relátorio | Perišić 18' · Driouech 70' | Público: 59 410 Árbitro: SVN Rade Obrenovič |

O Arsenal venceu por 9–3 no total.
| 5 de março de 2025  | Benfica | 0 – 1     | Barcelona    | Estádio da Luz, Lisboa                    |
| 21:00 (20:00 UTC+0) |         | Relátorio | Raphinha 61' | Público: 62 437 Árbitro: GER Felix Zwayer |

| 11 de março de 2025 | Barcelona                     | 3 – 1     | Benfica      | Estádio Olímpico Lluís Companys, Barcelona     |
| 18:45               | Raphinha 11', 42' · Yamal 27' | Relátorio | Otamendi 13' | Público: 47 111 Árbitro: FRA François Letexier |

O Barcelona venceu por 4–1 no total.
| 4 de março de 2025 | Borussia Dortmund | 1 – 1     | Lille          | Signal Iduna Park, Dortmund                              |
| 21:00              | Adeyemi 22'       | Relátorio | Haraldsson 68' | Público: 81 365 Árbitro: ESP José María Sánchez Martínez |

| 12 de março de 2025 | Lille    | 1 – 2     | Borussia Dortmund          | Stade Pierre-Mauroy, Villeneuve-d'Ascq      |
| 18:45               | David 5' | Relátorio | Can 54' (pen.) · Beier 65' | Público: 48 042 Árbitro: SUI Sandro Schärer |

O Borussia Dortmund venceu por 3–2 no total.
| 5 de março de 2025 | Bayern de Munique                 | 3 – 0     | Bayer Leverkusen | Allianz Arena, Munique                      |
| 21:00              | Kane 9', 75' (pen.) · Musiala 54' | Relátorio |                  | Público: 75 000 Árbitro: ENG Michael Oliver |

| 11 de março de 2025 | Bayer Leverkusen | 0 – 2     | Bayern de Munique     | BayArena, Leverkusen                       |
| 21:00               |                  | Relátorio | Kane 52' · Davies 71' | Público: 30 210 Árbitro: SVN Slavko Vinčić |

O Bayern de Munique venceu por 5–0 no total.
| 5 de março de 2025 | Feyenoord | 0 – 2     | Internazionale               | Estádio De Kuip, Roterdão                |
| 18:45              |           | Relátorio | Thuram 38' · L. Martínez 50' | Público: 43 789 Árbitro: NOR Espen Eskås |

| 11 de março de 2025 | Internazionale                    | 2 – 1     | Feyenoord        | San Siro, Milão                            |
| 21:00               | Thuram 8' · Çalhanoğlu 51' (pen.) | Relátorio | Moder 42' (pen.) | Público: 55 536 Árbitro: SVK Ivan Kružliak |

O Internazionale venceu por 4–1 no total.

### Quartas de final
O sorteio para a ordem das quartas de final foi realizado em 21 de fevereiro de 2025, após o sorteio das oitavas de final. As partidas de ida foram disputadas em 8 e 9 de abril, e as partidas de volta foram disputadas em 15 e 16 de abril de 2025.
| Equipe 1            | Total | Equipe 2          | 1.º jogo | 2.º jogo |
| ------------------- | ----- | ----------------- | -------- | -------- |
| Paris Saint-Germain | 3–1   | Aston Villa       | 3–1      | 2–3      |
| Arsenal             | 5–1   | Real Madrid       | 3–0      | 2–1      |
| Barcelona           | 5–3   | Borussia Dortmund | 4–0      | 1–3      |
| Bayern de Munique   | 3–4   | Internazionale    | 1–2      | 2–2      |

### Partidas
| 9 de abril 2025 | Paris Saint-Germain                         | 3 – 1     | Aston Villa | Parc des Princes, Paris                       |
| 21:00           | Doué 39' · Kvaratskhelia 49' · Mendes 90+2' | Relatório | Rogers 35'  | Público: 47 681 Árbitro: ITA Maurizio Mariani |

| 15 de abril 2025    | Aston Villa                            | 3 – 2     | Paris Saint-Germain     | Villa Park, Birmingham                                   |
| 21:00 (20:00 UTC+1) | Tielemans 34' · McGinn 55' · Konsa 57' | Relatório | Hakimi 11' · Mendes 27' | Público: 42 535 Árbitro: ESP José María Sánchez Martínez |

O Paris Saint-Germain venceu por 5–4 no total.
| 8 de abril 2025     | Arsenal                    | 3 – 0     | Real Madrid | Emirates Stadium, Londres                 |
| 21:00 (20:00 UTC+1) | Rice 58', 70' · Merino 75' | Relatório |             | Público: 60 110 Árbitro: BIH Irfan Peljto |

| 16 de abril 2025 | Real Madrid         | 1 – 2     | Arsenal                     | Santiago Bernabéu Madrid                       |
| 21:00            | Vinícius Júnior 67' | Relatório | Saka 65' · Martinelli 90+3' | Público: 77 073 Árbitro: FRA François Letexier |

O Arsenal venceu por 5–1 no total.
| 9 de abril 2025 | Barcelona                                       | 4 – 0     | Borussia Dortmund | Estádio Olímpico Lluís Companys, Barcelona |
| 21:00           | Raphinha 25' · Lewandowski 48', 66' · Yamal 77' | Relatório |                   | Público: 49 760 Árbitro: NOR Espen Eskås   |

| 15 de abril 2025 | Borussia Dortmund             | 3 – 1     | Barcelona             | Signal Iduna Park, Dortmund                   |
| 21:00            | Guirassy 11' (pen.), 49', 76' | Relatório | Bensebaini 54' (o.g.) | Público: 81 365 Árbitro: ITA Maurizio Mariani |

O Barcelona venceu por 5–3 no total.
| 8 de abril 2025 | Bayern de Munique | 1 – 2     | Internazionale                 | Allianz Arena, Munique                      |
| 21:00           | Müller 85'        | Relatório | L. Martínez 38' · Frattesi 88' | Público: 75 000 Árbitro: SUI Sandro Schärer |

| 16 de abril 2025 | Internazionale               | 2 – 2     | Bayern de Munique   | San Siro, Milão                            |
| 21:00            | L. Martínez 58' · Pavard 61' | Relatório | Kane 52' · Dier 76' | Público: 75 625 Árbitro: SVN Slavko Vinčić |

A Inter de Milão venceu por 4–3 no total.

### Semifinais
O sorteio para a ordem das partidas semifinais será realizado em 21 de fevereiro de 2025, após os sorteios das oitavas de final e das quartas de final. As partidas de ida serão disputadas em 29 e 30 de abril, e as partidas de volta serão disputadas em 6 e 7 de maio de 2025.
| Equipe 1  | Total | Equipe 2            | 1.º jogo | 2.º jogo |
| --------- | ----- | ------------------- | -------- | -------- |
| Arsenal   | 1–3   | Paris Saint-Germain | 0–1      | 1–2      |
| Barcelona | 7–6   | Internazionale      | 3–3      | 4–3      |

### Partidas
| 29 de abril 2025    | Arsenal | 0 – 1     | Paris Saint-Germain | Emirates Stadium, Londres                  |
| 21:00 (20:00 UTC+1) |         | Relatório | Dembélé 4'          | Público: 59 664 Árbitro: SVN Slavko Vinčić |

| 7 de maio de 2025 | Paris Saint-Germain     | 2 – 1     | Arsenal  | Parc des Princes, Paris                   |
| 21:00             | Fabián 27' · Hakimi 72' | Relatório | Saka 76' | Público: 47 511 Árbitro: GER Felix Zwayer |

A Paris Saint-Germain venceu por 3–1 no total.
| 30 de abril 2025 | Barcelona                                  | 3 – 3     | Internazionale                | Estádio Olímpico Lluís Companys, Barcelona  |
| 21:00            | Yamal 24' · Ferran 38' · Sommer 65' (o.g.) | Relatório | Thuram 1' · Dumfries 21', 63' | Público: 50 314 Árbitro: FRA Clément Turpin |

| 6 de maio de 2025 | Internazionale                                                          | 4 – 3     | Barcelona                            | San Siro, Milão                               |
| 21:00             | L. Martínez 21' · Çalhanoğlu 45+1' (pen.) · Acerbi 90+3' · Frattesi 99' | Relatório | García 54' · Olmo 60' · Raphinha 87' | Público: 75 504 Árbitro: POL Szymon Marciniak |

A Inter de Milão venceu por 7–6 no total.

## Final
A final foi disputada em 31 de maio de 2025 no Allianz Arena, em Munique. A equipe "mandante" (por fins administrativos) foi determinada por um sorteio adicional após os sorteios das quartas de final e semifinal.
| 31 de maio de 2025 | Paris Saint-Germain                                                                    | 5 – 0     | Internazionale | Allianz Arena, Munique                     |
| 21:00              | Achraf Hakimi 12' · Désiré Doué 20' 63' · Khvicha Kvaratskhelia 73' · Senny Mayulu 86' | Relatório |                | Público: 64 327 Árbitro: ROM István Kovács |